# Saint-Dizier-l'Évêque
Saint-Dizier-l'Évêque är en kommun i departementet Territoire de Belfort i regionen Bourgogne-Franche-Comté i östra Frankrike. Kommunen ligger i kantonen Beaucourt som tillhör arrondissementet Belfort. År 2022 hade Saint-Dizier-l'Évêque 430 invånare.

## Befolkningsutveckling
Antalet invånare i kommunen Saint-Dizier-l'Évêque
| Referens: INSEE |